# Gubernator Gozo
Gubernator Gozo – urzędnik zarządzający wyspą Gozo, wchodzącą współcześnie w skład Republiki Malty, w latach 1530–1814. Urząd powstał pod rządami Zakonu joannitów, i zniesiony został w pierwszych latach brytyjskich rządów na Malcie, kiedy po raz pierwszy mianowano głównych urzędników cywilnych do administrowania wyspą.
Siedzibą gubernatora był budynek w Cittadelli zwany Pałacem Gubernatora, wzniesiony w XVII wieku za rządów Alofa de Wignacourt. W budynku mieści się obecnie gmach sądu.

## Gubernatorzy

### Rządy Zakonu Maltańskiego
| Gubernator | Objął stanowisko | Opuścił stanowisko |
| --- | ---------------- | ------------------ |
| Giovanni de Soria                                                                                             | 1530             | 1531               |
| Antonio di Platamone                                                                                          | 1531             | 1532               |
| Francesco di Platamone (po raz 1.)                                                                            | 1532             | 1533               |
| Andrea Mannara                                                                                                | 1533             | 1534               |
| Bartolomeo di Platamone                                                                                       | 1534             | 1536               |
| Francesco di Platamone (po raz 2.)                                                                            | 1536             | 1538               |
| Alonso de Montagnes                                                                                           | 1538             | 1539               |
| Didaco Cervantes de Bobadilla                                                                                 | 1539             | 1540               |
| Calcerano Mompalao                                                                                            | 1542             | 1543               |
| Alonso de Vagas                                                                                               | 1544             | 1545               |
| Nicolo Caxaro                                                                                                 | 1545             | 1546               |
| Giulio Savona                                                                                                 | 1548             | 1549               |
| Andrea Castelletti                                                                                            | 1550             | 1551               |
| Galatian de Sessè                                                                                             | 1551             | 1553               |
| Pedro de Olivares                                                                                             | 1553             | 1560               |
| Antoine de Fay (dit St.-Romain)                                                                               | 1560             | 1561               |
| Janotto Torrellas                                                                                             | 1565             | 1567               |
| Isidoro d'Arguiz                                                                                              | 1567             | 1568               |
| Roderico Cortez                                                                                               | 1572             | 1573               |
| Nicola Tornaquinci                                                                                            | 1573             | 1575               |
| Bernard de Aldana                                                                                             | 1581             | 1583               |
| George Fortuyn                                                                                                | 1583             | 1584               |
| Octave de Castellane                                                                                          | 1584             | 1585               |
| Pietro Spina                                                                                                  | 1586             | 1594               |
| Faustino Bulgarini                                                                                            | ~ 1592           | 1595               |
| Pietro de Sangro                                                                                              | 1596             | 1597               |
| Giovanni Andrea Capece                                                                                        | 1597             | 1599               |
| Baldassare Manilla                                                                                            | 1599             | 1601               |
| Ferdinando Rosselimini (Rossermini)                                                                           | 1601             | 1605               |
| François Mansell (Munsell) Saint-Leger                                                                        | 1606             | 1609               |
| Eugenio Ramirez Maldonato                                                                                     | 1610             | 1612               |
| Farnçois de Cremaulx                                                                                          | 1613             | 1614               |
| Jacques de Bovain dit Colubieres (Bouvin La Rognosa)                                                          | 1614             | 1616               |
| Jean de Mars-Liviers                                                                                          | 1616             | 1617               |
| Jacques-Christophe de Andlau                                                                                  | 1617             | 1618               |
| Richard de Nini Claret                                                                                        | 1618             | 1622               |
| Ludovico Vasconcelos                                                                                          | 1622             | 1623               |
| Pierre de Carvel-de-Merey                                                                                     | 1623             | 1624               |
| Jean-Baptiste de Galéan-Chateauneuf                                                                           | 1625             | 1626               |
| François du Puy-Trigonan                                                                                      | 1628             | 1629               |
| Jean de Tiembrune-Valence                                                                                     | 1630             | 1631               |
| Stefano del Portico                                                                                           | 1631             | 1633               |
| Alexandre de Benque                                                                                           | 1633             | 1635               |
| Henri de Lates-Entraygues                                                                                     | 1635             | 1637               |
| Honore de Lascaris                                                                                            | 1638             | 1639               |
| Jerome de Galean-Chateauneuf                                                                                  | 1639             | 1640               |
| Jean-Scipio de Grailles-Chalettes                                                                             | 1641             | 1642               |
| Antoine Le Fort-Bennebost                                                                                     | 1644             | 1645               |
| Henri de Villeneuve-Thorens                                                                                   | 1645             | 1646               |
| Francisco de Salinas                                                                                          | 1647             | 1649               |
| Joseph de Panisse                                                                                             | 1649             | 1650               |
| Philibert de Cleron                                                                                           | 1651             | 1652               |
| Isidoro de Arguiz y Antillon                                                                                  | 1653             | 1654               |
| François de Vintimille-Montpezat                                                                              | 1655             | 1656               |
| François-Guillaume de Neulandt                                                                                | 1657             | 1658               |
| Joseph del Vayo y Agreda                                                                                      | 1660             | 1661               |
| Erasmo de Albito                                                                                              | 1661             | 1662               |
| Fabio Gori Pannellini                                                                                         | 1663             | 1664               |
| Giovanni Cassia                                                                                               | 1664             | 1665               |
| Ludovico Xedler y Gomez (po raz 1.)                                                                           | 1665             | 1666               |
| Alessandro Fattinelli                                                                                         | 1666             | 1667               |
| Ludovico Xedler y Gomez (po raz 2.)                                                                           | 1667             | 1669/70            |
| Carlo de Quirault                                                                                             | 1670             | 1671               |
| Ottavio Tancredi                                                                                              | 1671             | 1673               |
| Ludovico Xedler y Gomez (po raz 3.)                                                                           | 1673             | 1676               |
| Francisco de Cordoba                                                                                          | 1676             | 1678               |
| Etienne Pinto de Mirandal                                                                                     | 1678             | 1679               |
| Pietro Gorgona                                                                                                | 1680             | 1681               |
| Henri de Gratet de Dolomieu                                                                                   | 1682             | 1683               |
| Albert de Banquemare                                                                                          | 1684             | 1685               |
| Luigi Venato                                                                                                  | 1686             | 1687               |
| Girolamo Albergotti                                                                                           | 1688             | 1689               |
| Ignazio Lores                                                                                                 | 1690             | 1691               |
| Rene de Marconnay de Cursay                                                                                   | 1692             | 1693               |
| Marc' Antoine de Galean                                                                                       | 1696             | 1697               |
| Octave de Galean                                                                                              | 1697             | 1699               |
| François du Hamel                                                                                             | 1699             | 1700               |
| Charles-Louis de Dautesar-Doradur                                                                             | 1701             | 1703               |
| George de La Rue                                                                                              | 1703             | 1704               |
| Pierre-Nicolas Contet d'Aulanay                                                                               | 1705             | 1706               |
| Cinto de Montfort                                                                                             | 1706             | 1707               |
| Alessandro Battali                                                                                            | 1710             | 1711               |
| Claude de Fontanet la Valette                                                                                 | 1711             | 1712               |
| Diego Garcia de Mula                                                                                          | 1714             | 1715               |
| Pierre de Castellane                                                                                          | 1716             | 1717               |
| Rene de Marbeuf                                                                                               | 1718             | 1720               |
| Giovanni Giuseppe Caxaro (rządził za Marbeufa)                                                                | 1719             | 1720               |
| Michel de Guast                                                                                               | 22 stycznia 1720 | 1721               |
| Paul-Antoine de Barbantane                                                                                    | 1722             | 1723               |
| Giuseppe Cassar                                                                                               | 1729             | 1729               |
| Paolo Antonio de Viguier                                                                                      | ~ 1729           | ~ 1729             |
| Vincent de Vogue-Courdan                                                                                      | 1730             | 1731               |
| Paul Antoine de Viguier                                                                                       | 1731/32          | 1734               |
| Hubert de Martenville                                                                                         | 1734             | 1735               |
| Pierre Dupeyroux                                                                                              | 1735             | 1736               |
| Bernadin de Marbeuf                                                                                           | 1738             | 1739               |
| Sevrin du Quenoy                                                                                              | 1740             | 1741               |
| Karl Friedrich Freiherr von Remching                                                                          | 1742             | 1743               |
| François Alexandre de Vauchelle                                                                               | 1743             | 1744               |
| Joseph Gabriel d'Olivary                                                                                      | 1744             | 1745               |
| Claude Joseph de Castellane                                                                                   | 1746             | 1747               |
| Charles de Guast (po raz 1.)                                                                                  | 1748             | 1749               |
| Jacques-François de Chambray (1687–1756)                                                                      | 1749             | 1750               |
| Pietro Sarsana (Pietro Paolo Zarcona)                                                                         | 1750             | 1752               |
| Charles Auguste Grelier de Concise (po raz 1.)                                                                | 1752             | 1753               |
| Charles Auguste Grelier de Concise (po raz 2.)                                                                | 1754             | 1754               |
| Alexandre Dussel de Chasteauvert (po raz 1.)                                                                  | 1754             | 1755               |
| Alexandre Dussel de Chasteauvert (po raz 2.)                                                                  | 1756             | 1757               |
| Charles de Guast (po raz 2.)                                                                                  | 1758             | 1764               |
| Bernardo Rondinelli                                                                                           | 1764             | 1765               |
| Charles de Guast (po raz 3.)                                                                                  | 1765             | 1766               |
| Klemens Fürst von Hohenlohe-Waldenburg-Bartenstein, Prince Clemente Armando Hohenlohe (po raz 1.) (1732–1792) | 1774             | 1775               |
| Klemens Fürst von Hohenlohe-Waldenburg-Bartenstein, Prince Clemente Armando Hohenlohe (po raz 2.) (1732–1792) | 1778             | 1779               |
| Giuseppe Bonelli                                                                                              | 1781             | 1782               |
| Ugolino Cambi                                                                                                 | 1784             | 1787               |
| Gilberto Maria des Boys                                                                                       | 1787             | 1798               |
| Pierre Antoine Charles de Mesgrigny de Villebertain (1747–1828)                                               | 1798             | 12 czerwca 1798    |
| Źródło |                  |                    |

### Okupacja francuska
Gozo zostało najechane przez wojska francuskie w czerwcu 1798, okupacja wyspy trwała do października 1798, kiedy to Francuzi ewakuowali się z wyspy po wybuchu powstania. Podczas okupacji francuskiej nie mianowano żadnych gubernatorów, a zamiast tego wyspą zarządzali:
- Dowódca: Jean-Louis-Ebénézer Reynier (1771–1814)
- Porucznik: Count Romualdo Barbaro (1771–1840)

### De factoniepodległość
| Gubernator Generalny       | Objął stanowisko | Opuścił stanowisko |
| -------------------------- | ---------------- | ------------------ |
| Saverio Cassar (1746–1805) | 18 września 1798 | 20 sierpnia 1801   |
| Źródło                     |                  |                    |

### Rządy brytyjskie
| Gubernator                   | Objął stanowisko     | Opuścił stanowisko   |
| ---------------------------- | -------------------- | -------------------- |
| Emmanuele Vitale (1758–1802) | 20 sierpnia 1801     | 8 października 1802  |
| Filippo Castagna (1765–1830) | 19 października 1802 | 15 października 1814 |
| Źródło                       |                      |                      |